# Industrielles Fernsehen
Als industrielles Fernsehen bezeichnet man Fernsehanlagen, die zur Überwachung und Beobachtung in Industrie, Forschung und Handel eingesetzt werden. Es ist inzwischen weitreichend von der  Webcam abgelöst worden.

## Geschichte
Die erste Anlage wurde 1941 am Prüfstand VII der Heeresversuchsanstalt in Peenemünde von Walter Bruch errichtet, um die Starts der A4-Raketen gefahrlos verfolgen zu können. In den USA kamen bereits Ende der 1940er Jahre in Serie gefertigte Anlagen auf den Markt, in Deutschland zur Funkausstellung 1953, wobei sich besonders die Grundig AG auf diesem Gebiet engagierte. Die Technik stieß dort auf ein unerwartet großes Interesse.

## Technik
Industrielles Fernsehen arbeitet mit den gewöhnlichen Fernsehnormen, also in Europa mit 625 Zeilen und 50 Halbbildern/s. Bei Anwendungen, die eine hohe Auflösung erfordern, kommt auch der ursprünglich in Frankreich eingesetzte 819 Zeilen-Standard zum Einsatz, insbesondere für das Übertragen von aufbereiteten Radarbildern, etwa in der Flugsicherung.

Einen großen Fortschritt brachte der Herbst 1956 beginnende Übergang vom Ikonoskop- zum Vidicon als Bildaufnahmeröhre in den Videokameras, erlaubte er doch sehr kleine Kameras, was neue Anwendungsbereiche erschloss.

## Anwendungen
In der Geologie lassen sich Miniaturkameras als Bohrlochsonde einsetzen. Hierzu wird zunächst eine Attrappe mit gleichen Ausmaßen in die Tiefe herabgelassen, verklemmt sie sich nirgends, dann folgt eine spezielle Kamera, welche einen Querschnitt des Bodens und zudem die Bohrlochneigung mit großer Genauigkeit anzeigt. Im Bergbau lässt sich der Personen- und Rangierbetrieb unter Tage überwachen, die schlagwettergeschützten Kameras erlauben es sogar, Sprengungen zu beobachten. Beim Braunkohleabbau lässt sich die Eimerfüllung der riesigen Bagger sofort kontrollieren, während dies zuvor aufgrund der immensen Entfernungen nur mit einer erheblichen Verzögerung möglich war, indem man das Transportband beobachtete. Da Kohlestaub elektrisch leitet, sind hierfür besondere Schutzmaßnahmen erforderlich, die geringe Lichtreflexion erfordert nachts zudem lichtstarke Objektive. An Kraftwerken lässt sich der Schornstein von der Kontrollzentrale aus beobachten, ebenso der Feuerraum und Schlackenfluss. Wasserstände mit einer Videokamera zu kontrollieren ist zwar aufwendiger, als Fühler zu verwenden, dafür aber zuverlässig: wenn der Bildschirm etwas anzeigt, dann den korrekten Stand. Und eine Stromzählerüberwachung in energieintensiven Industriebetrieben erlaubt es, die Tarife besonders gut auszunutzen. Ursprünglich hat man sogar mit Personenrufanlagen auf Fernsehbasis experimentiert: der Name des Mitarbeiters oder spezielle Nachrichten erschienen auf einen Bildschirm.
Verkehrsbeobachtung spielt ebenfalls von Anfang an eine große Rolle, dies gilt insbesondere für den Schiffsverkehr an Schleusen, da hier strenge Sicherheitsvorschriften ein Lahmlegen des Verkehrs vermeiden sollen.   
Ursprünglich fand das industrielle Fernsehen zudem zur Dokumentenübertragung Anwendung. So konnte man teure Rohrpostleitungen umgehen oder Abläufe beschleunigen. Dies galt insbesondere für Banken und dabei speziell für die ab 1957 auch in Deutschland aufkommenden Autoschalter. Ein eingereichter Scheck wurde dabei vom Kundenbetreuer unter eine Kamera gelegt, so dass der Disponent ihn in einer höheren Etage anhand der Kontenkarte bezüglich Unterschrift und Deckung überprüfen konnte. Beides, Scheck und Kontokarte ließen sich zudem auf Bildschirme in der Direktion weiterleiten. Den Genehmigungsvermerk führte bei diesem Verfahren ein spezieller Stempel aus, welcher durch Schlösser gesichert von einem Tischtelefon aus aktiviert werden konnte.